# Cungkup (Pucuk)
Cungkup is een bestuurslaag in het regentschap Lamongan van de provincie Oost-Java, Indonesië. Cungkup telt 1833 inwoners (volkstelling 2010).